# Kencana Mulia
Kencana Mulia is een bestuurslaag in het regentschap Muara Enim van de provincie Zuid-Sumatra, Indonesië. Kencana Mulia telt 1620 inwoners (volkstelling 2010).